# Daily Mirror
El Daily Mirror és un diari sensacionalista britànic matutí, que intenta, sobretot a través de reportatges fotogràfics, apropar les notícies als lectors. S'imprimeix en format tabloide. El seu director actual és Alison Phillips.
El 1943 va començar a publicar la tira de premsa Garth, que duraria fins al 1997.
Aquest periòdic va ser l'únic anglès que es va oposar a la guerra de l'Iraq el 2003. Al maig de 2004 va publicar fotos de suposats soldats britànics maltractant presos iraquians. Poc després es va demostrar que les fotos eren falses i el diari va haver de rectificar. També ha destacat per la publicació de fotos de l'àrea privada del Palau de Buckingham preses per un periodista infiltrat.